# Alexandra Valetta-Ardisson
Alexandra Valetta-Ardisson (ur. 7 czerwca 1976 r. w Cannes) – francuska polityk reprezentująca partię La République En Marche! W wyborach parlamentarnych w czerwcu 2017 r. została wybrana do francuskiego Zgromadzenia Narodowego, w którym reprezentuje departament Alp Nadmorskich.